# Шёнеман, Лили
Анна Элизабет Шёнеман (нем. Anna Elisabeth Schönemann, в замужестве фон Тюркхайм; 23 июня 1758, Оффенбах-на-Майне — 6 мая 1817, Кротергерсайм) вошла в историю литературы как знаменитая Лили Иоганна Вольфганга Гёте, его невеста.

## Биография
Лили была дочерью богатого франкфуртского банкира. Её мать происходила из дворянской семьи гугенотов д’Орвиль, владевших табачной фабрикой в Оффенбахе-на-Майне, провинциальной идиллии в пригороде Франкфурта. Любовная история подробно описана Гёте в 17-м томе его автобиографии «Поэзия и правда». Гёте познакомился с музыкально одарённой шестнадцатилетней девушкой на домашнем концерте в доме Шёнеманов во Франкфурте-на-Майне. Их помолвка состоялась весной 1775 года. О чувствах молодых влюблённых можно без труда составить представление по стихотворению «Парк Лили».
Уже через полгода помолвка была расторгнута, поскольку оба родительских дома отрицательно отнеслись к этой связи, и сам Гёте вскоре стал воспринимать Лили в качестве помехи своим жизненным планам. Но он так и не смог забыть её в течение всей своей жизни. Даже в 80 лет Гёте признавался своему поверенному Фридриху Соре, что Лили была первой, а, может быть, и последней, кого он глубоко и искренне любил.
Через три года после разрыва с Гёте Анна Элизабет Шёнеман вышла замуж за фрайхерра Бернхарда фон Тюркхайма, банкира, а позднее и бургомистра Страсбурга, президента местной консистории. Во время Французской революции семья была вынуждена бежать от режима якобинцев. Переодевшись в крестьянскую одежду, Лили с детьми добралась до германской границы. В эмиграции она некоторое время проживала в Эрлангене, а впоследствии вернулась в Страсбург.

## Образ в творчестве Гёте
Лили Шёнеман вошла в историю литературы как прототип двух женских образов в творчестве Гёте — Стеллы и Доротеи.